# Lin Juemin
Lin Juemin (1887－1911) (jiaxiang: Fujian, Fuzhou) was een Chinees revolutionair. In 1902 ging hij naar de Fujian Universiteit in Fuzhou. Vijf jaar later promoveerde hij en ging hij naar een Japanse universiteit om verder te studeren in literatuur en filosofie. Later werd hij lid van de Anti-Mantsjoe vereniging Tongmenghui. Door deze vereniging nam hij deel aan de revoluties van Sun Zhongshan om de monarchie en dynastie van de Mantsjoes omver te werpen.
Hij overleed in 1911 bij een mislukte revolutie in Guangzhou. Voor zijn dood schreef hij een afscheidsbrief aan zijn echtgenote met wie hij niet lang daarvoor in het huwelijk was getreden. Deze brief is opgenomen in de literatuur die scholieren van middelbare scholen in Volksrepubliek China en Hongkong moeten bestuderen.
Lin Juemin wordt herinnerd als een van de Tweeënzeventig martelaren van Huanghuagang.